# Hatesphere
A Hatesphere egy dán melodikus death metal/thrash metal együttes. 1998-ban alakultak meg Aarhus-ban. 
Magyarországon is felléptek már, több alkalommal is: először 2009-ben, a Hegyalja Fesztiválon. Másodszor 2012-ben jártak nálunk, az amerikai Cattle Decapitationnel, a szintén amerikai Incantationnel és a magyar Heroic-cal együtt. Ekkor a Kék Yuk-ban koncerteztek. Harmadszor 2014-ben jutottak el hozzánk, a Finntrolllal együtt, a Club 202-ben léptek fel.

## Tagok
- Esben Hansen – ének (2010–)
- Peter Lyse Hansen – ritmusgitár, gitár (1998–)
- Kasper Kirkegaard – ritmusgitár (2016–)
- Mike Park – dobok (2009–)
- Jimmy Nedergaard – basszusgitár (2011–)

Volt tagok: Jacob Bredahl, Jonathan Albrechtsen, Niels Peter Siegfredsen, Henrik Bastrup Jacobsen, Jakob Nyhelm, Mikael Ehlert Hansen, Mixen Lindberg, Jesper Moesgaard, Morten Toft Hansen, Anders Gyldenohr, Dennis Buhl, Morten Madsen, Morten Lowe Sorensen, Nikolaj Harlis Poulsen.

## Diszkográfia
- Hatesphere (2001)
- Bloodred Hatred (2002)
- Ballet of the Brute (2004)
- The Sickness Within (2005)
- Serpent Smiles and Killer Eyes (2007)
- To the Nines (2009)
- The Great Bludgeoning (2011)
- Murderlust (2013)
- New Hell (2015)
- Reduced to Flesh (2018)

Egyéb kiadványok
- Something Old, Something New, Something Borrowed and Something Black (EP, 2003)
- The Killing (EP, 2005)